# Markus Oehlen
Markus Oehlen (Krefeld, 1956) è un artista tedesco.
Ha studiato presso la Kunstakademie di Düsseldorf; successivamente ha partecipato al movimento artistico tedesco Neue Wilde. Ha partecipato alla mostra collettiva Von hier aus - Zwei Monate neue deutsche Kunst a Düsseldorf nel 1984. Nel 1993 espone al The Museum of Modern Art, a New York "Progetti 39" - con Georg Herold. Oehlen è stato membro fondatore della band Mittagspause, Fehlfarben, Volare Klassenfeind, Vielleichtors e Van Oehlen. Ha suonato con Red Krayola. Dal 2002, è professore presso l'Accademia di Belle Arti a Monaco di Baviera. Egli è il fratello dell'artista, Albert Oehlen.

## Collezioni

### Austria
- Sammlung Essl - Kunsthaus, Klosterneuburg

### Germania
- Kunstraum Grässlin, Sankt Georgen im Schwarzwald
- Museum Abteiberg, Mönchengladbach
- Museum für Neue Kunst, Karlsruhe
- Museum Villa Haiss, Zell am Harmersbach
- Sammlung Frieder Burda, Baden-Baden
- Kunsthalle Weishaupt, Ulm
- Sammlung zeitgenössischer Kunst der Bundesrepublik Deutschland, Bonn
- Museo Morsbroich, Leverkusen
- Sammlung Alison e Peter W. Klein, Eberdingen

### Stati Uniti d'America
- Saint Louis Art Museum, Saint Louis, MO

### Spagna
- Centro Cultural Andratx, Andratx / Maiorca

### Turchia
- Proje4L / Elgiz Museum of Contemporary Art, Istanbul